# Pfarrkirche Oberwang

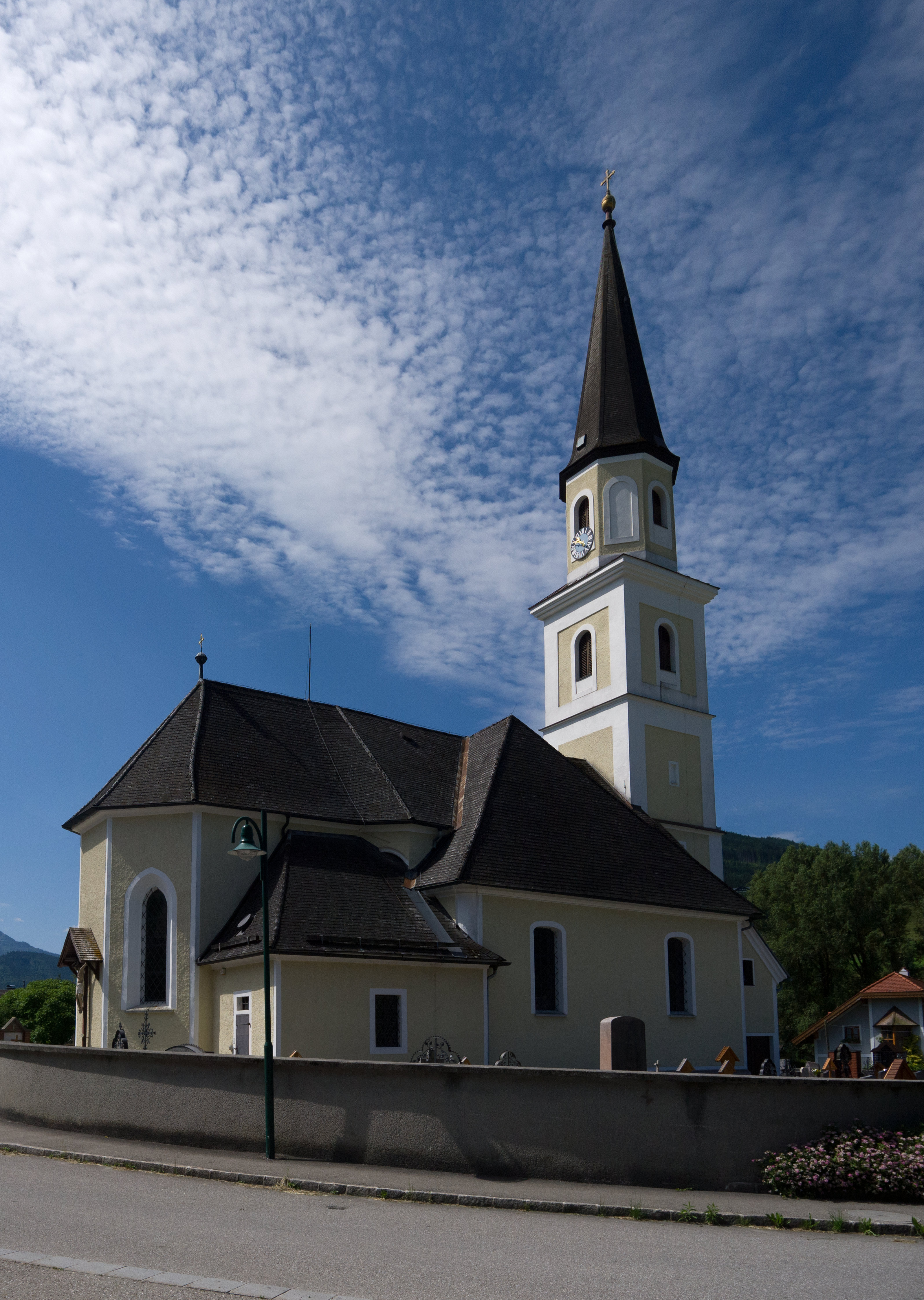
Katholische Pfarrkirche hl. Kilian in Oberwang

Die römisch-katholische Pfarrkirche Oberwang steht in der Gemeinde Oberwang im Bezirk Vöcklabruck in Oberösterreich. Sie ist dem heiligen Kilian geweiht und gehört zum Dekanat Frankenmarkt in der Diözese Linz. Das Bauwerk steht unter Denkmalschutz (Listeneintrag).

## Geschichte
Die Kirche wird 1145 erstmals urkundlich erwähnt. Die heutige Kirche wurde im Jahr 1428 errichtet und 1470 geweiht. Der spätgotische Bau wurde 1687 durch den Maurermeister Andreas Stadler umgebaut. 1736 wurde die Kirche um die Seitenschiffe vergrößert und mit Stuckaturen und Gemälden ausgestattet. 1950 erfolgte eine Innenrestaurierung. Die Seitenaltäre und die Kanzel wurden 1959 restauriert.

## Architektur
Kirchenäußeres
Der Westturm stammt aus dem Jahr 1561 und wurde in den Jahren 1709 und 1710 neu erbaut. Das dritte und vierte Obergeschoß sind achteckig. Der Helm ist spitz. Das südliche Haupttor weist spätgotisches Stabwerk und Steinmetzzeichen auf. Das Westportal unter dem Turm ist einfach ausgeführt.
Kircheninneres
Das Langhaus ist heute dreischiffig und hat zwei Schiffsjoche. Das Mittelschiff ist tonnengewölbt. Der Chor ist gegenüber dem Langhaus etwas eingezogen und zweijochig; er hat ein Tonnengewölbe und endet im 3/8-Schluss.

## Ausstattung
Auf dem Hochaltar steht eine plastische Gruppe, die die „Ermordung des heiligen Kilian“ darstellt. Sie wurde in den Jahren 1707 und 1708 von Meinrad Guggenbichler geschaffen. 1907 und 1958 erfolgten Restaurierungen. Die beiden Seitenaltäre aus den 1710er Jahren stammen ebenfalls aus der Werkstatt Guggenbichlers. Am rechten Seitenaltar steht ein Glasschrein mit einer Figur des heiligen Sebastian von ca. 1730. Die Kanzel aus der zweiten Hälfte des 17. Jahrhunderts wurde zum Teil verändert.